# Thomas Hedberg
Thomas Hedberg va ser un regatista britànic que va competir a començaments del segle xx.
El 1920 va prendre part en els Jocs Olímpics d'Anvers, on va guanyar la medalla d'or en la categoria de 18 peus del programa de vela. Hedberg navegà a bord del Brat junt a Francis Richards, sent els únics participants de la seva classe. No és clar si realment van rebre la medalla d'or, ja que no van poder acabar la primera regata i no van començar les següents. No apareixen a l'Informe Oficial dels Jocs d'Anvers, però si al web del Comitè Olímpic Internacional.